# Koppar (färg)

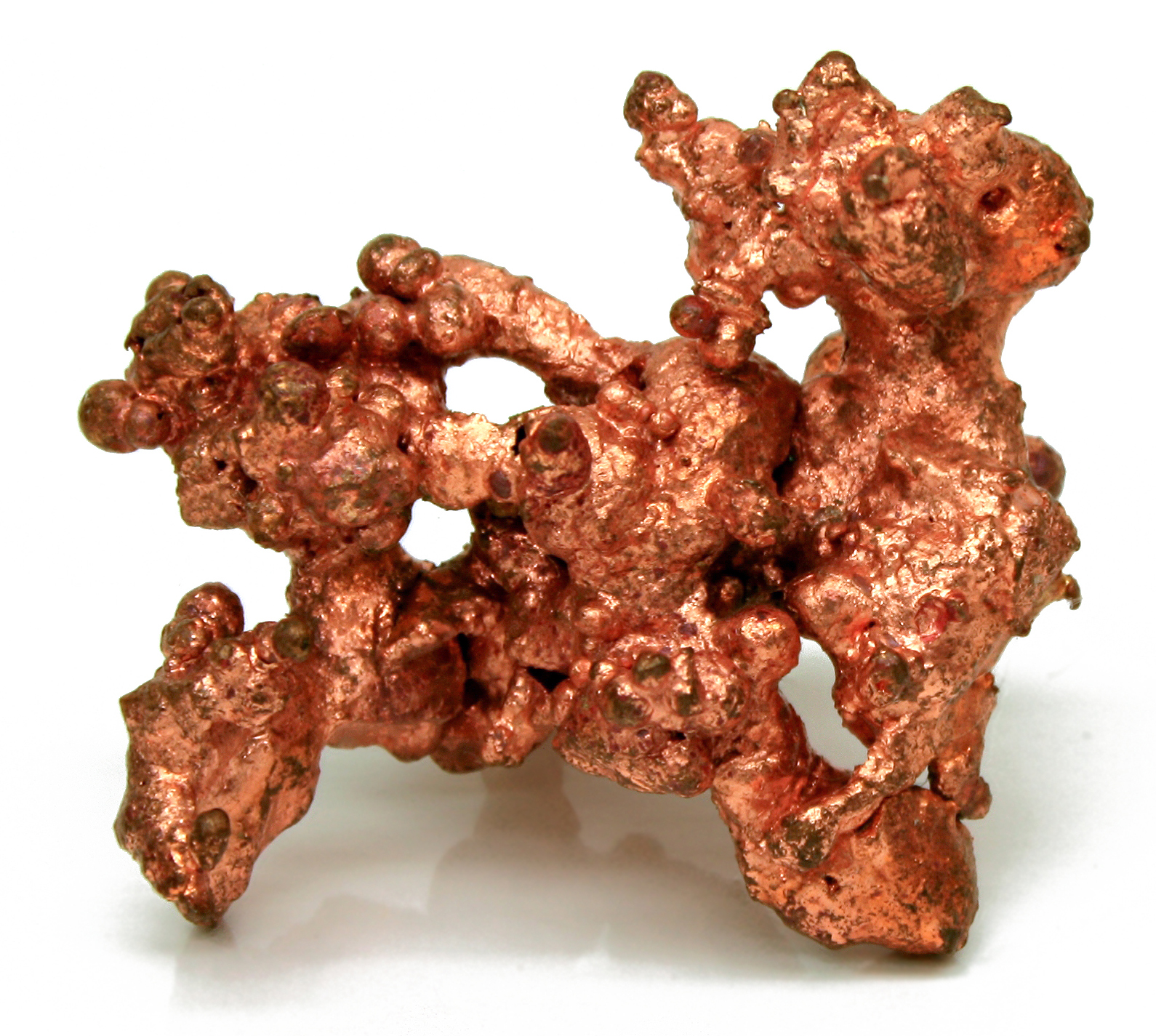
Metallen koppar

Koppar är en rödbrun färg som liknar den polerade metallen koppar.
Någon färg med namnet koppar finns inte bland de ursprungliga HTML-färgerna eller webbfärgerna (X11). I andra källor ges copper färgkoordinaterna i boxen härintill..